# Patnáctiúhelník

pravidelný patnáctiúhelník.

Patnáctiúhelník je rovinný geometrický útvar, mnohoúhelník s patnácti vrcholy a patnácti stranami.
Součet velikostí vnitřních úhlů konvexního patnáctiúhelníku je přesně 2340° (13π).
Pravidelný patnáctiúhelník lze složit z patnácti shodných rovnoramenných trojúhelníků, jejichž úhly při základně mají velikost {\displaystyle {\frac {13\pi }{30}}} a při vrcholu {\displaystyle {\frac {2\pi }{15}}}.

## Parametry
Pro pravidelný patnáctiúhelník platí vzorce:
- Obvod: {\displaystyle o=15\cdot a}
- obsah: {\displaystyle S={\frac {15}{4}}a^{2}\cot {\frac {\pi }{15}}={\frac {15a^{2}}{8}}\left({\sqrt {3}}+{\sqrt {15}}+{\sqrt {2}}{\sqrt {5+{\sqrt {5}}}}\right)\simeq 17.6424a^{2}}

## Konstrukce patnáctiúhelníku
Konstrukce pravidelného patnáctiúhelníku pomocí kružítka a pravítka v 36 krocích: